# Heleysundet
Heleysundet est un court détroit norvégien situé au Svalbard et qui sépare l'île du Spitzberg et celle de Kükenthaløya. C'est le plus septentrional des deux passages entre le Spitzberg et Barentsøya .
Les deux passages, Heleysundet et Ormholet, sont les deux seules connexions entre la partie intérieure du Storfjorden, Ginevrabotnen, et Olgastretet. La zone est caractérisée par de forts courants de marée, mesurées jusqu'à dix nœuds (18 km/h) en raison de grands flux d'eau passant par les détroits.

## Navigation

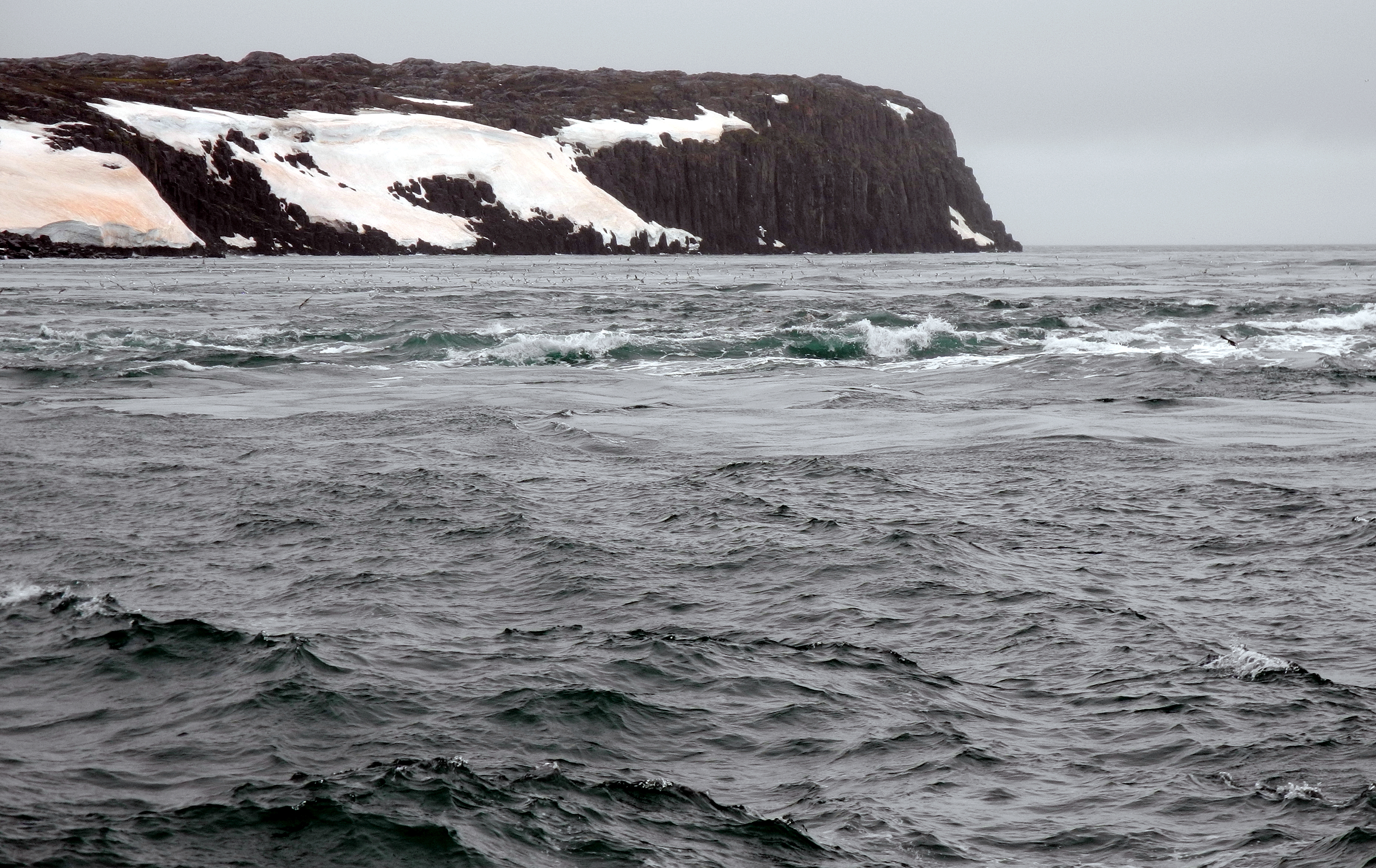
Courant de marée dans le Heleysundet.

Lorsque le détroit est complètement libre de glace, il est facile à naviguer, même lorsqu'il y a du courant. C'est parce que le détroit est à la fois large et profond. Quand les glaces dérivent la situation est complètement différente et il devient dangereux de traverser le détroit avec les courants en raison de sa forme d'entonnoir.
Juste au sud de Kükenthaløya, il y a un autre passage Ormholet que de petits bateaux peuvent emprunter mais ce détroit est beaucoup plus étroit.